# Калашник Павло Павлович
Павло́ Па́влович Кала́шник (1932—1993) — український музикознавець і педагог, кандидат мистецтвознавства (1973), професор (1991), член Спілки композиторів України (1972).

## З життєпису
1957 року закінчив історико-теоретичний (1957, клас Михайла Тіца) та фортепіанний факультети (1960, клас Всеволода Топіліна) Харківської консерваторії.
Протягом 1956—1958 років — викладач Харківського педагогічного інституту. Від 1958-го працював у Харківському інституті мистецтв. З 1991 року — завідувач кафедри теорії музики.
Сфера наукових досліджень — вдосконалення педагогіки науки, музична освіта, українська музична культура.
Серед учнів — Людмила Іванівна Царегородцева, Ірина Коханик, Юрій Зільберман.
Є упорядником та відповідальним редактором ювілейної збірки «Харківський інститут мистецтв ім. І. П. Котляревського. 1917—1992» (1992).
Батько Марії Калашник.
Серед робіт:
- «До питання про розв'язання дисонансів у курсі елементарної теорії музики», 1967
- «Про народну ладовість у творах В. Т. Борисова», 1972
- «Риси стилю творчості В. Т. Борисова», 1979
- «Галина Олександрівна Тюмєнєва», видано 1998, у співавторстві.